# Pławikoniki

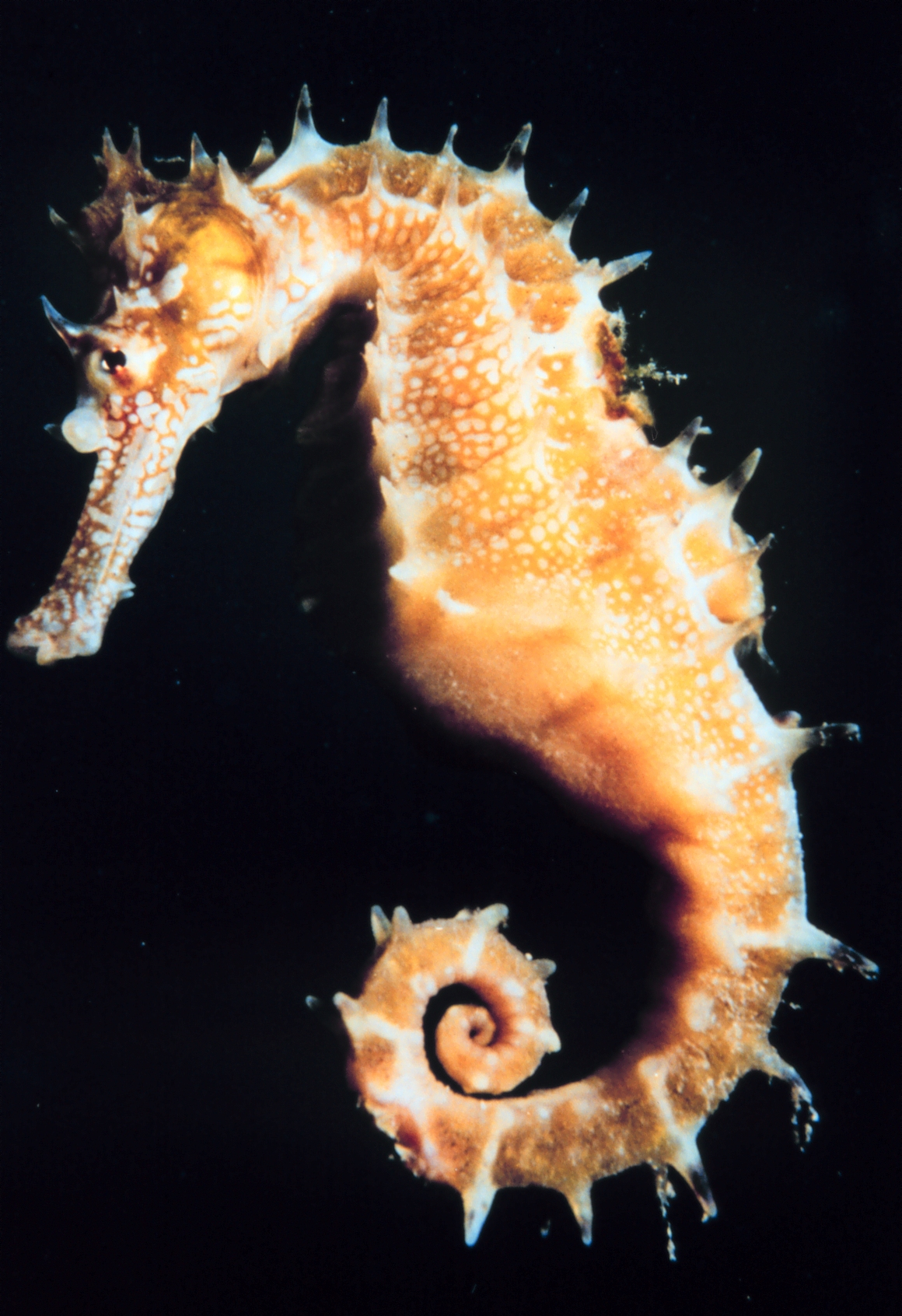
Hippocampus sp.

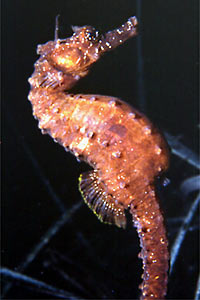
Hippocampus hippocampus

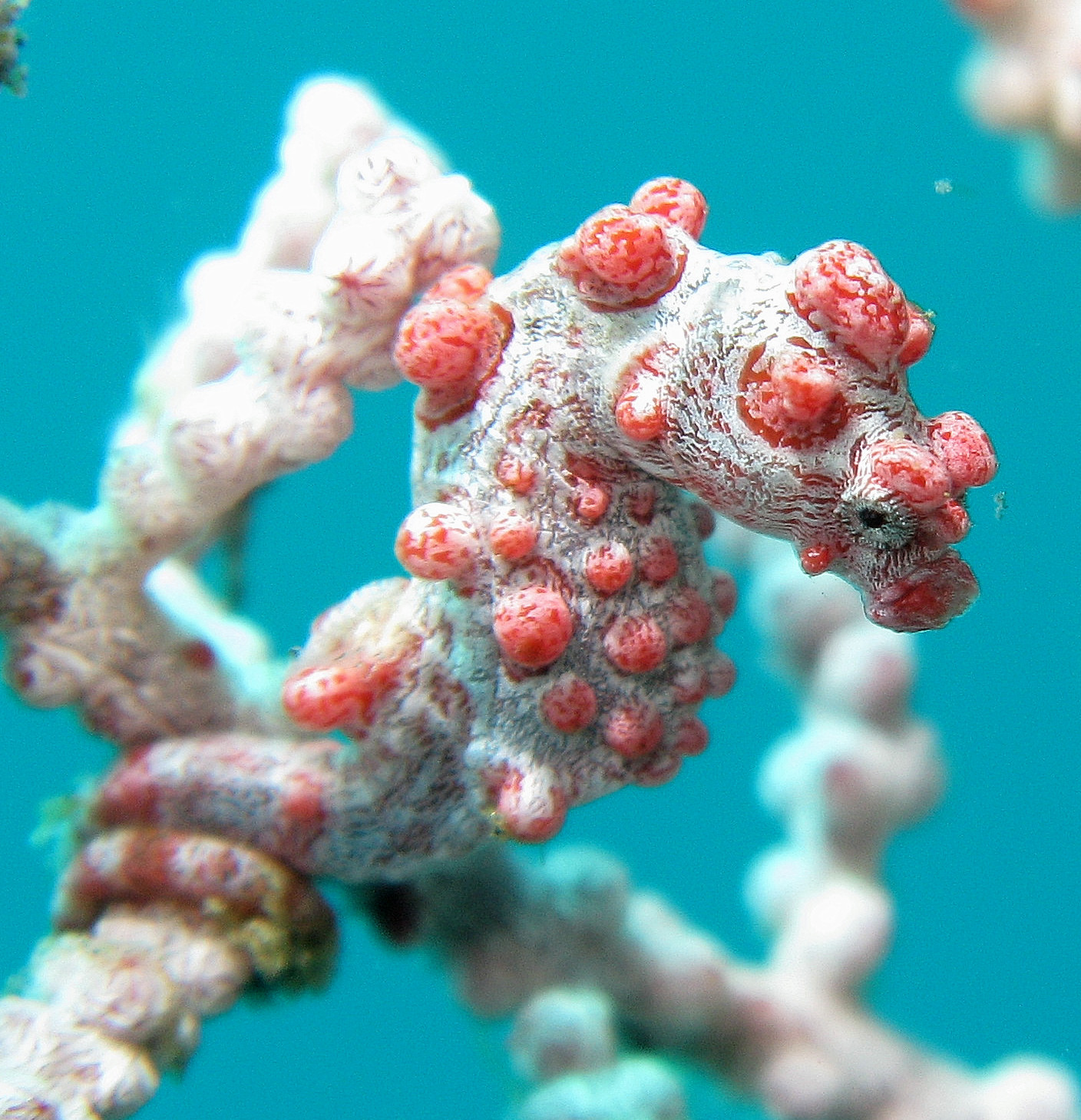
Hippocampus bargibanti

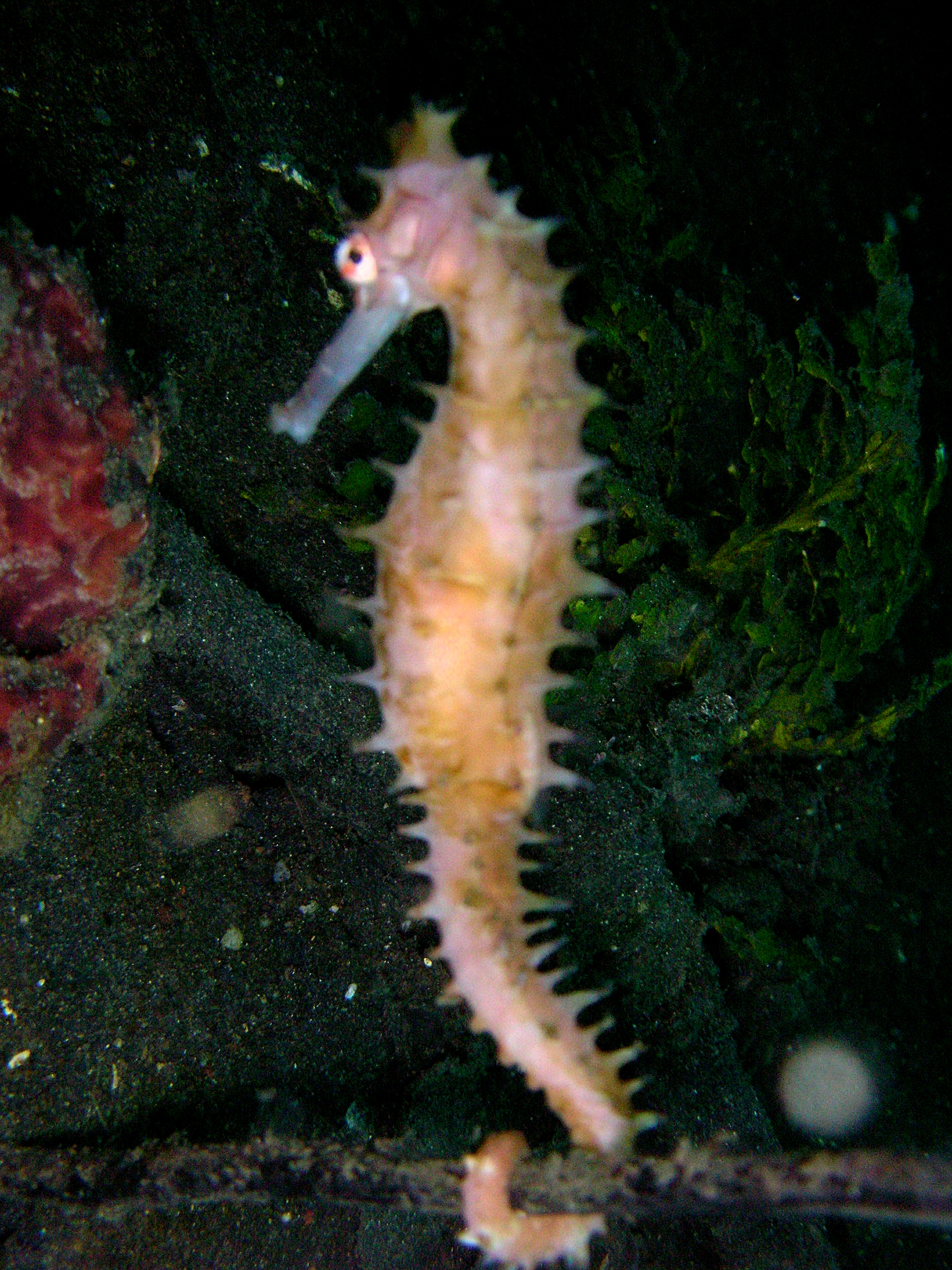
Hippocampus histrix

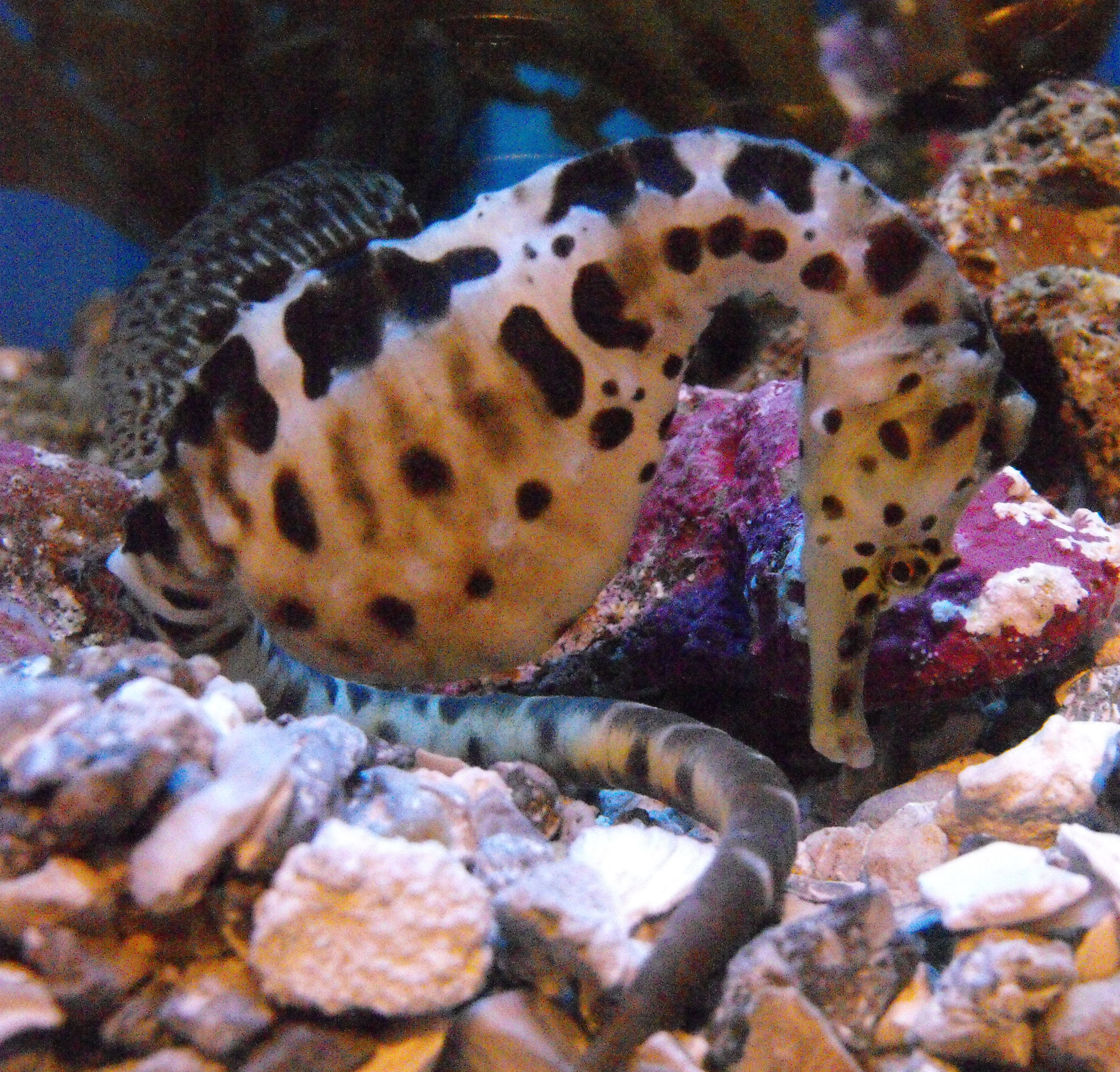
Hippocampus abdominalis

Pławikoniki, koniki morskie – zbiorcza nazwa kilkudziesięciu gatunków ryb morskich z rodziny igliczniowatych (Syngnathidae), wyróżniających się charakterystycznym kształtem ciała przypominającym konika szachowego.

## Występowanie
Pławikoniki występują zarówno w wodach stref umiarkowanych, jak i tropikalnych, w przybliżeniu od równoleżnika 50°N po równoleżnik 50°S. Gatunki morskie zasiedlają wody płytkie (do 30 m głębokości), niektóre przebywają do 100 m p.p.m., jak Hippocampus minotaur.

## Taksonomia i nazewnictwo
W języku polskim pławikonikami (powszechnie określanymi nazwą koniki morskie) nazywane są głównie gatunki z rodzaju Hippocampus, choć pod tą nazwą występują również gatunki z innych rodzajów, np. pławikonik australijski (Phycodurus eques). Czasami do koników morskich zaliczane były różne lokalne formy oraz gatunki z rodzaju Phyllopteryx, badania wykazały jednak, że wszystkie one należą do jednego gatunku Phyllopteryx taeniolatus, który jest bliżej spokrewniony z igliczniami (podrodzina Syngnathinae) niż z konikami morskimi z rodzaju Hippocampus. Polskie słowo pławikonik nie odpowiada angielskiemu seahorse, które dotyczy tylko taksonów z rodzaju Hippocampus.
Znane są szczątki kopalne 3 gatunków: pławikonika sargassowego (Hippocampus guttulatus) występującego współcześnie w Morzu Śródziemnym oraz dwóch gatunków znanych tylko ze szczątków kopalnych. Podobni do pławikoników przedstawiciele Idiotropiscis, różniący się jednak pływaniem w postawie horyzontalnej (nie pionowej), dzielili z nimi najpewniej wspólnego przodka, żyjącego w późnym oligocenie, około 25 mln lat temu. Był to okres wielkich ruchów tektonicznych między północną Australią a Indonezją. Nowo powstałe środowisko, porośnięte trawami morskimi stanowiło dobre środowisko rozwoju nowych gatunków, których przedstawiciele wyróżniali się niespotykaną dotąd pionową postawą.
Największe bogactwo gatunków odnaleźć można w strefie indopacyficznej.

## Budowa
Kształtem przedniej części ciała przypominają figurkę konika szachowego. Skóra naga, niepokryta łuskami, u przedstawicieli niektórych gatunków porośnięta różnorodnymi wyrostkami, pełniącymi zwykle funkcje maskujące. Pyszczek ma kształt rurkowaty, pozbawiony jest zębów. Oczy poruszają się niezależnie od siebie. Ogon pozbawiony jest płetwy ogonowej, ruchliwy i czepny. Esowaty kształt ciała ułatwia im polowanie z dystansu. Z płetw posiada tylko niewielkie płetwy piersiowe, ulokowane niedaleko tyłu głowy, i płetwę grzbietową, wykonującą do 35 ruchów na sekundę. Wieczko skrzelowe jest przyrośnięte, znajduje się na nim niewielki okrągły otwór, przez który wydostaje się woda z komory skrzelowej. Część ogonowa wykazuje zdolności chwytne. W układzie pokarmowym pławikoników żołądek nie jest wyodrębnionym narządem. Różnice pomiędzy samcem a samicą (dymorfizm płciowy) są łatwe do rozpoznania: samiec posiada pod brzuchem trwałą torbę lęgową. Nie jest ona widoczna wystarczająco do wskazania płci u H. bargibanti i H. denise.
Długość ciała waha się od 1,5 do 35 cm. Jednym z najmniejszych pławikoników jest Hippocampus pontohi, osiągający do 1,7 cm długości.

## Ekologia i zachowanie
Przebywają wśród koralowców, alg, korzeni drzew namorzynowych, traw morskich, niektóre gatunki występują przy otwartych piaszczystych lub błotnistych dnach, niektóre w estuariach i lagunach. Zwyczaje większości gatunków nie zostały zbadane na wolności. Słabo pływają. Są szczególnie narażone na niszczenie środowiska przez człowieka. Dorosłe osobniki mają niewielu naturalnych wrogów ze względu na dobre maskowanie się oraz nieatrakcyjne dla drapieżnika płytki kostne; pławikoniki znajdowano w żołądkach większych ryb, np. tuńczyków i dorad; są zjadane także przez płaszczki, pingwiny i inne ptaki wodne.

### Pożywienie
Niewiele jest badań dotyczących składu pokarmu dziko żyjących pławikoników; wiadomo, że zjadają drobne widłonogi, obunogi, krewetki i skorupiaki z rodzaju Mysida. Podczas żerowania wydają klikające dźwięki. Stosują specjalną technikę, zwaną w języku angielskim pivot feeding. Zbliżają się do ofiary lub czekają, aż ta z kolei zbliży się do ich pyska. Po nagłym obrocie głowy zwiększają średnicę otworu gębowego, co zasysa ofiarę do jamy gardzielowej.

### Rozród
Pławikoniki są monogamiczne. Samica, przy pomocy pokładełka, składa do torby lęgowej samca ziarna ikry. Samiec inkubuje ikrę. Liczba ziaren ikry różni się w zależności od gatunku; przeważnie jest to około 100–300, u mniejszych gatunków, jak Hippocampus zosterae może wynosić 5, u Hippocampus ingens 2000. Osobniki młodociane mierzą 2–12 mm długości, budową przypominają dorosłe. Wyróżniają się proporcjonalnie większą głową, smuklejszym i bardziej kolczastym ciałem.
W niewoli przedstawiciele gatunków ze stref tropikalnych żyją 4–6 lat. Dojrzałość płciową osiągają w wieku 5–12 miesięcy.

## Zagrożenia
Wiele gatunków z tego rodzaju jest zagrożonych wymarciem. Są często kupowane na prezenty lub hodowane w akwariach. Największe zapotrzebowanie istnieje w tradycyjnej medycynie chińskiej, japońskiej i koreańskiej (przypisuje im się właściwości lecznicze w chorobach układu oddechowego oraz impotencji). W medycynie starożytnej i średniowiecznej wysuszone i sproszkowane koniki morskie były używane jako lekarstwo na kolki w brzuchu. Pławikoniki sprzedawane są także jako kulinarne osobliwości. Szacunkowo rocznie nielegalnie sprzedawanych jest około 20 milionów pławikoników; popyt na suszone pławikoniki największy jest w Chinach, Hongkongu i na Tajwanie. W jednym z badań wśród suszonych pławikoników z 23 sklepów na Tajwanie zidentyfikowano przedstawicieli 8 gatunków. Jeden z nich, pławikonik przylądkowy (Hippocampus capensis), uznawany jest przez IUCN za gatunek zagrożony wyginięciem (EN, Endangered), pozostałe 7 za narażone (VU, Vulnerable).
Na terenie Unii Europejskiej import pławikoników jest możliwy tylko poprzez uzyskanie zezwolenia importu od kraju pochodzenia zwierząt oraz pozwolenia na eksport od kraju, do którego sprowadza się pławikoniki. Handel niektórymi gatunkami jest zakazany, a aktualne informacje dotyczące przepisów dotyczących danego gatunku oferuje witryna Species+.